# Marino Moretti

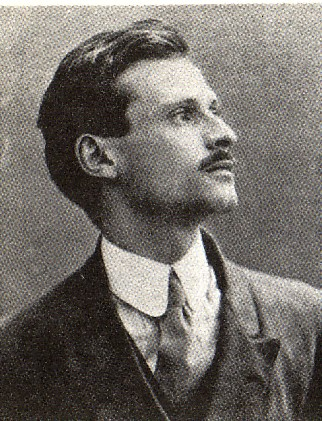
Marino Moretti.

Marino Moretti, född 18 juli 1885, död 6 juli 1979, var en italiensk författare.
Moretti var i motivvalet mest besläktad med Giovanni Pascoli. Som motiv valde han ofta gamla utslitna kvinnor, ofta med drag lånade från Morettis egen mor. Direkt skildrar han sitt förhållande till modern i romanerna Mia madre (1923) och Il romanzo della mamma (1924). Andra framstående arbeten är La voce di Dio (1920) och Il trono dei poveri (1928).